# Kervo stadsbana
Kervo stadsbana är en del av det finländska järnvägsnätet och följer parallellt med Helsingfors-Riihimäki-banan längs sträckan Helsingfors-Kervo. Stadsbanan används för huvudstadsregionens närtrafik och utgör i praktiken spår 3 och 4 av Helsingfors-Riihimäki-banan. 